# Bosaso

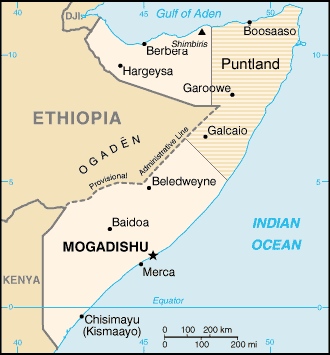
Localização de Bosaso na Somália e em Puntland

Bosaso (somali:  Boosaaso, em árabe: بوساسو), antiga Bender Cassim (somali: Bender Qaasim), é a terceira maior cidade da Somália e o principal porto desde o início da Guerra Civil Somali em 1991. Está situada na costa sul do Golfo de Aden (49° 10' 52" E - 11° 17' 01" N) no estuário do rio Baalade Wadi. Bosaso é a capital da região de Bari e a maior cidade do estado autônomo de Puntlândia.
A estimativa em 2013 que a cidade tenha 700 mil habitantes.